# Rhizoecus graminis
Rhizoecus graminis är en insektsart som först beskrevs av Hambleton 1946.  Rhizoecus graminis ingår i släktet Rhizoecus och familjen ullsköldlöss. Inga underarter finns listade i Catalogue of Life.